# اسپرلس
اسپرلس (به اسپانیایی: Esporles) یک شهرستان در اسپانیا است که در Serra de Tramuntana واقع شده‌است.

## خصوصیات
اسپرلس ۳۵٫۲۹ کیلومترمربع مساحت و ۴٬۸۰۸ نفر جمعیت دارد و ۱۹۸ متر بالاتر از سطح دریا واقع شده‌است.